# مورزنگی
مورزنگی یک روستا در ایران است که در شهرستان سیرجان واقع شده‌است.